# 長野東宝中劇
長野東宝中劇（ながのとうほうちゅうげき）は、かつて長野県長野市権堂町に存在した東宝系の映画館。
運営・経営は関東共栄興行（のちの東宝フーズ、2012年解散）が行っていた。

## 略歴・概要
- 1927年（昭和2年）、長野市鶴賀に開業した「菊田劇場」が前身。主に演劇などを上演していたが、戦後の1946年（昭和21年）に現在地に移転。1948年（昭和23年）12月16日に改築され、洋画専門の映画館「長野市営中央映画劇場」[1]としてリニューアルオープンしたが、民営の映画館と協調関係を維持するのが困難となり[1]、わずか1年で東宝の封切館に転身、現館名に改める。1966年（昭和41年）にオープンした長野東宝グランド劇場（2006年4月14日閉館）と共に長野県内における東宝系のチェーンマスターとして親しまれた。この映画館のある通りは後に「中劇通り」と呼ばれている。
- 2005年（平成17年）6月26日、『戦国自衛隊1549』監督の手塚昌明が東宝中劇を訪れ舞台挨拶を行った[2]。
- 2006年（平成18年）6月24日、長野市内初のシネマコンプレックス「長野グランドシネマズ」がオープン。経営的にも苦戦を強いられたことや建物の老朽化も重なり、2007年（平成19年）4月15日『ドラえもん のび太の新魔界大冒険 〜7人の魔法使い〜』の上映を最後に閉館。58年4ヵ月（前身の菊田劇場時代から数えると80年）に及ぶ歴史に幕を閉じた。
- 建物は解体後しばらく更地となっていたが、2016年（平成28年）11月14日、近隣にあった居酒屋「酒菜やまざき」本店が移転新築した[3]。

## 特徴

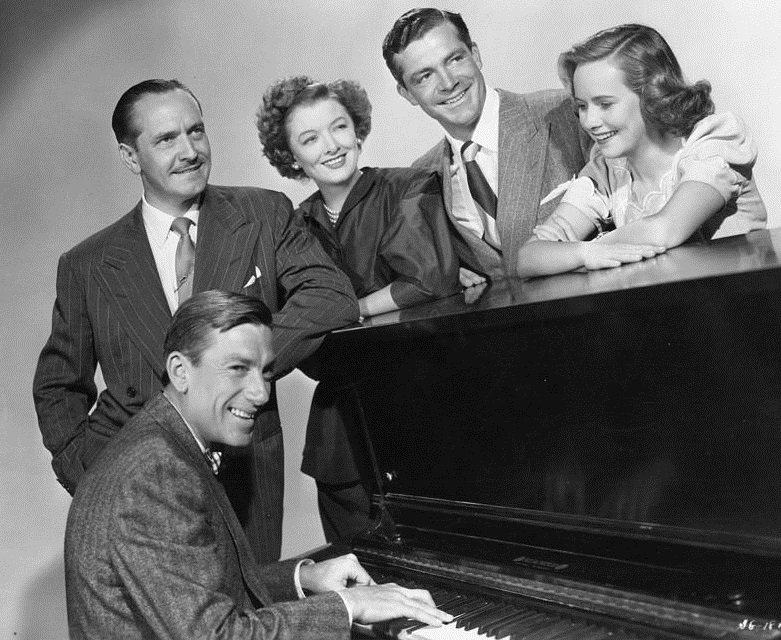
市営中央映画劇場時代に上映した『我等の生涯の最良の年』（1946年）

千代田劇場→日劇東宝→日劇2（後のTOHOシネマズ日劇スクリーン2）系列のロードショー館。「ゴジラ」「若大将」などの実写シリーズ物から、「ドラえもん」「ポケモン」などのアニメ作品まで数多くの邦画を上映。1ヵ月に1作程度の割合で新作が上映されていた。定員216人（閉館時）。